# Lipetsk

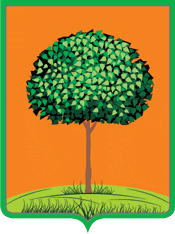
Stadens vapen.

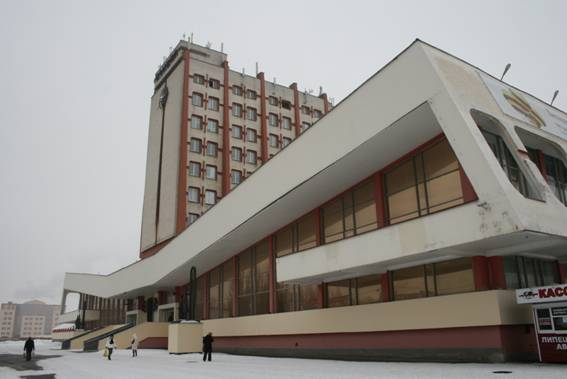
Järnvägsstationen i Lipetsk.

Lipetsk (ryska Ли́пецк) är en stad i den europeiska delen av Ryssland och är administrativ huvudort för Lipetsk oblast. Staden är ett centrum för järnframställning och gruvdrift, och har cirka en halv miljon invånare. 

## Stadsdistrikt
Lipetsk är indelad i fyra stadsdistrikt. 
| Stadsdistrikt  | Invånarantal   | Invånarantal    | Invånarantal   |
| Stadsdistrikt  | 9 oktober 2002 | 14 oktober 2010 | 1 januari 2015 |
| -------------- | -------------- | --------------- | -------------- |
| Levoberezjnyj  | 52 723         | 49 267          | 49 141         |
| Oktiabrskij    | 201 596        | 213 058         | 215 963        |
| Pravoberezjnyj | 80 219         | 85 020          | 84 220         |
| Sovetskij      | 171 576        | 161 542         | 160 828        |
| Totalt         | 506 114        | 508 887         | 510 152        |